# 1960年南越政變
1960年南越政變發生於1960年11月11日，這場政變由陸軍中校王文東及空降師上校阮正詩領導，企圖推翻南越總統吳廷琰，最終失敗。
叛軍發起政變對抗吳廷琰政權，以此作為對其獨裁統治和胞弟吳廷瑈、瑈夫人陳麗春不當干政的回應。此外，他們還不滿軍隊裡頭政治派系形成的利益勾結。部份軍官憑著對政權的順服，像是身為吳廷琰家族秘密策劃的勤勞黨成員，可以比許多真正有能力但非圈內的軍官提前晉升。王文東的預謀行動已獲得義弟阮朝鴻中校的支持，阮朝鴻中校的叔父則是一位小型反對黨的重要官員。而與他重要關聯的是王文東的上級長官阮正詩，他接受說服後加入密謀。

## 政变
11日清晨阮正詩和王文東於西貢發動政變，傘兵落在西貢面向獨立宮的主要大道上。叛軍利用空降部隊佔領參謀總部、警察總部、機場、郵政總局和電台，並且包圍總統府。起初，部隊僅包圍起機關建築並未展開攻擊，他們相信吳廷琰會依循他們的訴求。爾後，叛軍成立五人革命委員會，由王文東中校擔任主席。王文東試圖請求美國大使埃爾布里奇·德布羅向吳廷琰施壓。儘管德布羅向來不斷批評吳廷琰，可是為了維持南越政府穩固而支持琰政府，這裡所採取的心態是：「我們繼續扶持這個政府，直到它倒掉為止。」德布羅後來回憶道，他曾經接到一通來自吳廷琰助理的電話，強烈指示他去電告訴吳廷琰若不投降，總統府將遭受榴彈炮擊。不過德布羅回拒了要求而總統府也並未遭受轟炸，因此，他得知那位助理是被迫撥打那一通電話。叛軍發布消息，他們的目的為建立一個更加自由民主的體制，同時對抗共產主義並解散國民議會。叛軍宣稱總統已同意辭職，正待其投降並給予保護。
大多的叛軍曾獲知他們此次進攻是出自於搭救總統吳廷琰走避一場總統府衛兵聯合旅的叛亂。只有一、兩位官員一開始認清叛變的實際情形。高牆、柵欄、路障等開始圍繞起獨立宮周遭地區。反叛傘兵離開運輸工具朝向他們的據點移動，準備攻擊主要大門。隨即一群人衝向前去，剩下其餘者以自動步槍向宮前掃射，擊碎大多數的窗戶並在牆上留下彈孔。吳廷琰在槍林彈雨中差點被殺。一架叛軍的機關槍打進吳廷琰的臥房，子彈從鄰近的司法宮透過臥房窗戶射進吳廷琰的床，不過吳廷琰本人稍早已被帶離，免於其難。
12日吳廷琰調動郊區的裝甲部隊和步兵進入西貢，叛軍未抵抗即投降。官方稱該次叛亂活動傷亡300人，其中45名傘兵被殺。15名叛軍首腦，包括阮正詩上校和王文東中校搭機逃亡柬埔寨。